# میکی ماتسوبارا
میکی ماتسوبارا (به ژاپنی: 松原 みき، ۲۸ نوامبر ۱۹۵۹ – ۷ اکتبر ۲۰۰۴) خواننده، ترانه‌سرا و آهنگساز ژاپنی بود. اولین آهنگ او به نام با من بمان در سال ۱۹۷۹ به رتبه ۲۸ در نمودار اوریکون رسید و ۳۰۰٫۰۰۰ نسخه فروخت. علاوه بر این، از حدود سال ۲۰۲۰، این آهنگ نه تنها در ژاپن، بلکه در خارج از این کشور نیز به‌طور گسترده شنیده شده‌است. ماتسوبارا در ۷ اکتبر ۲۰۰۴ در سن ۴۴ سالگی به دلیل عوارض ناشی از سرطان دهانه رحم درگذشت. مرگ او دو ماه بعد از درگذشت‌اش به مردم اعلام شد.

## زندگی
میکی ماتسوبارا در ۲۸ نوامبر ۱۹۵۹، در کیشی‌وادا ژاپن به دنیا آمد. او دوران کودکی خود را در کنار خانواده چهار نفرهٔ خود، درکنار پدر، مادر و خواهر کوچک‌اش در در شهر هیرائوکا در نیشی کو ساکای گذراند. پدر او عضو هیئت مدیره یک بیمارستان و مادرش یک نوازندهٔ سبک جاز بود که در گروه کمدی جاز ژاپنی گربه‌های دیوانه کار می‌کرد. او در سه سالگی یادگیری پیانو را آغاز کرد و پس از آن با سبک موسیقی جاز آشنا شد. در کودکی به مدرسهٔ هیرائوکا رفت و سپس در سال ۱۹۷۲ وارد دبیرستان پول گاکوین جونیور شد. در همین زمان، ماتسوبارا به موسیقی راک علاقه‌مند شد و به گروه راک کورِی پیوست.
در سال ۱۹۷۷ در سن ۱۷ سالگی هنگامی که هنوز در دبیرستان بود برای رسیدن به رویایش یعنی خوانندگی به تنهایی به توکیو سفر کرد. در همین حوالی پیانیست ژاپنی "Yuzuru Sera" اورا هنگام نوازندگی در مکان‌های مختلف "کانتو" مثل "محل برگزاری موسیقی Birdland" واقع در "روپونگی" پیدا کرد.